# Trichrous brevicornis
Trichrous brevicornis är en skalbaggsart som beskrevs av Fernando de Zayas 1975. Trichrous brevicornis ingår i släktet Trichrous och familjen långhorningar.
Artens utbredningsområde är Kuba. Inga underarter finns listade i Catalogue of Life.